# 暹粒省
暹粒省（高棉語發音：[kʰaet siəm.ˈriəp]）位于柬埔寨的西北部，洞里薩湖的北岸。暹粒距离泰国边境城市波贝大约160公里。暹粒省面积为 10,299平方公里，人口约70万。暹粒省的首府是暹粒市，其近郊有举世闻名的吴哥窟。
該省的名字在高棉語中意思是「擊敗暹羅」。在暹羅的統治下，暹粒被改名為暹瑪拉（เสียมราฐ），意思是「暹羅的土地」。1906年，暹羅將這部份土地割與法屬印度支那。同年，恢復舊名暹粒。1940年，第二次泰法戰爭泰國入侵法属印度支那，法軍大败，法國逐將暹粒省西部割予泰國。二战结束法國重新收回。
高棉帝國的舊都吳哥古跡位於該省境內，這裡也是柬埔寨著名的旅遊景點。

## 行政区
暹粒省下分12行政区：
- 吴哥准县（ស្រុកអង្គរជុំ）
- 大吴哥县（ស្រុកអង្គរធំ）
- 班迭斯雷县（ស្រុកបន្ទាយស្រី）
- 芝格楞县（ស្រុកជីក្រែង）
- 格罗兰县（ស្រុកក្រឡាញ់）
- 博县（ស្រុកពួក）
- 波拉萨巴贡县（ស្រុកប្រាសាទបាគង）
- 暹粒县（ក្រុងសៀមរាប）
- 索尼贡县（ស្រុកសូទ្រនិគម）
- 斯雷斯南县（ស្រុកស្រីស្នំ）
- 斯外柳县（ស្រុកស្វាយលើ）
- 瓦林县（ស្រុកវ៉ារិន）